# Amphinemura interrupta
Amphinemura interrupta is een steenvlieg uit de familie beeksteenvliegen (Nemouridae). De wetenschappelijke naam van de soort is voor het eerst geldig gepubliceerd in 2008 door Li & Yang.